# Felsőhosszúfalu
Felsőhosszúfalu (szlovákul Dlhá, németül Langendorf, latinul Longa Villa) község Szlovákiában, a Nagyszombati kerületben, a Nagyszombati járásban.

## Fekvése
Nagyszombattól 15 km-re északnyugatra fekszik.

## Története
1296-ban említik először.
Vályi András szerint "HOSSZÚFALÚ. Dluha Langovilla, Langendorf. Tót falu Posony Várm. földes Ura G. Pálfy Uraság, lakosai katolikusok, fekszik Nagy Szombathoz 1 1/2 mértföldnyire, határja néhol terméketlen, ’s kaszallója szűk, fája nintsen."
Fényes Elek szerint "Hosszúfalu, (Longovilla, Dluha), tót falu, Pozsony-, most F. Nyitra vmegyében, N. Szombathoz nyugotra 2 órányira: 575 kath., 16 zsidó lak. Kath. paroch. templommal, szép erdővel, jó rétekkel, termékeny szántóföldekkel, halastóval, vizimalommal. F. u. gr. Pálffy Ferencz."
A trianoni békeszerződésig Pozsony vármegye Nagyszombati járásához tartozott.

## Népessége
| Év:            | 1994. | 2004.   | 2014.    | 2024.   |
| -------------- | ----- | ------- | -------- | ------- |
| Emberek száma: | 397   | 368     | 444      | 420     |
| Eltérés:       |       | -7,30 % | +20,65 % | -5,40 % |

| Év:            | 2023. | 2024.   |
| -------------- | ----- | ------- |
| Emberek száma: | 428   | 420     |
| Eltérés:       |       | -1,86 % |

1910-ben 585, túlnyomórészt szlovák anyanyelvű lakosa volt.
2001-ben 383 lakosából 381 szlovák volt.
2011-ben 382 lakosából 372 szlovák volt.

## Nevezetességei
- Árpád-házi Szent Margit tiszteletére szentelt római katolikus temploma 1390-ben épült.
- A Páduai Szent Antal kápolna 1909-ben épült.

## Külső hivatkozások
- Községinfó
- Felsőhosszúfalu Szlovákia térképén
- E-obce.sk